# Капитан Михалис
„Капитан Михалис“ (на гръцки: Ο καπετάν Μιχάλης) е роман от Никос Казандзакис.
Написан е в периода 1949 - 1950 г. в гр. Антиб, Южна Франция. Публикуван е през 1953 г.
Действието се развива на остров Крит през 1889 г. На английски романът излиза с името Freedom or Death („Свобода или смърт“).